# ナンシオヤニラミ
ナンシオヤニラミ (Coreoperca whiteheadi) はケツギョ科に分類される淡水魚である。
和名　　　　ナンシオヤニラミ（南支親睨・大陸オヤニラミ）
中国名　　　中国少鳞鳜
英名　　　　china perch

## 分布
年間を通じて温暖な気候である中国南部（雲南省・折江省・広西省・海南島・ベトナム北部）を中心に生息する大陸系のオヤニラミであり、大型になることで知られる。

## 形態
日本のオヤニラミより鼻筋が延びてスマートである。最大全長25cmで体側の模様が非常に綺麗な魚である。他地域においては見た目や形態がナンシオヤニラミと非常に良く似ている小型（最大全長15cm）の種類　中国オヤニラミ　リュウイ（Coreoperca liui）が確認されている。稚魚の場合はナンシオヤニラミ（Coreoperca whiteheadi）と中国オヤニラミ　リュウイ（Coreoperca liui）及びヨウコウオヤニラミ（Siniperca loona）との判別は難しく、海外では混同されて販売されているケースもみられる。３種の違いは成長するにつれて体側の模様や鼻筋の形状がわずかに異なる。また本種については15cmを大きく超えることから容易に判断することができる。ヨウコウオヤニラミについてはケツギョ属に分類されたため輸入禁止となっている。

## 生態
河川の上流・中流域に生息し、水質は山間の比較的清涼で流れの緩やかな環境を好む。同属種であるオヤニラミ（Coreoperca kawamebari）やコウライオヤニラミ（Coreoperca herzi）と同様に縄張り意識が強く、他魚と激しく争うが、上記の2種に比較するとやや穏和であり相手が死ぬまで争うことは少ない。魚や昆虫、エビなどを好んで食べる。中国では食用として重宝される。本種は中国南部の広範囲に生息していることから、生息環境及び適水温などについて地域差（個体差）があると予想される。